# تلابن
تلابن، روستایی از توابع بخش رحیم‌آباد شهرستان رودسر در استان گیلان ایران است.

## جمعیت
این روستا در دهستان سیارستاق ییلاقی قرار دارد و براساس سرشماری مرکز آمار ایران در سال ۱۳۸۵، جمعیت آن حدود 150 نفر (30خانوار) بوده‌است.که به علت کمبود شغل به شهرهای اطراف مهاجرت کرده اند ولی با توجه به داشتن باغات فندق در فصل برداشت به این روستا مراجعه می کنند